# Sisu S-321
Penta EB: 65 л.с
Sisu S-321, S-322 і S-323 — перша модельна серія вантажівок і автобусів, вироблена фінським виробником важких транспортних засобів Suomen Autoteollisuus (SAT) у 1932–1934 роках. Модернізовані моделі S-341 і S-342 були випущені в 1934 році. Автомобілі були в основному засновані на компонентах Volvo. Двовісні вантажівки з приводом 4×2 мали вантажопідйомність 2500 кг і повну вагу 4800 кг.
Після цієї серії з’явилися моделі Sisu SO, представлені в 1934 році.

## Передісторія
Autoteollisuus-Bilindustri, один із двох попередників SAT, мав плани започаткувати автомобільну промисловість у Фінляндії. У 1929 році компанія почала переговори про постачання комплектуючих зі шведською AB Volvo. Autoteollisuus-Bilindustri уклала угоду про оснащення шасі вантажного автомобіля Volvo кабіною та платформою місцевого виробництва. Деякі шасі було доставлено Autoteollisuus-Bilindustri, але транспортні засоби навіть не були запущені до того, як компанія об’єднала свою діяльність зі своїм конкурентом Autokoritehdas, створивши SAT. Згодом шасі стало власністю SAT.
На початку літа 1932 року SAT оголосив у головних фінських газетах про початок виробництва автомобілів і в тому ж контексті влаштував конкурс на вибір відповідної марки для продукції. Зрештою було обрано ім’я Сісу («витривалість; наполегливість; мужність; упертість»).
У представленій номенклатурі моделей перші дві цифри 32 або 34 означають рік випуску (1932 або 1934), а наступна цифра вказує на колісну базу. E в кінці означає, що транспортний засіб обладнано одинарними задніми колесами, а D означає подвійні задні колеса; це позначення було запозичене у Volvo.

## Виробництво

### Передсерія
Розмір першої партії Sisu залишається неясним. Згідно з деякими джерелами, перша серія включала 12 машин, але, швидше за все, три з них насправді належать до серійної серії, поставленої в наступному році. Згідно з існуючими джерелами, перші Sisu являли собою серію з дев'яти автомобілів, з яких сім були моделями S-323, побудованими на шасі Volvo LV-66. Чотири з них було доставлено до батальйону матеріально-технічного забезпечення 1 сил оборони Фінляндії в Гельсінкі, два – до батальйону матеріально-технічного забезпечення 2 у Війпурі, а одну одиницю було передано Бюро інфраструктури та гідротехніки Рованіємі. Одна одиниця серії, S-321E на шасі Volvo LV-71E, була використана для демонстрації.
Дев'ята машина - S-322D з автобусом; це було побудовано на шасі Volvo LV-72D. Цей найперший автобус Sisu було передано автобусному оператору в Гельсінкі у вересні 1932 року; за перші два місяці експлуатації автобус проїхав 20 000 км, що було значним досягненням, враховуючи загальний поганий стан фінських доріг того часу.

### Серія виробництва
Навесні 1933 року була поставлена перша серійна серія. Серед перших клієнтів були новостворена компанія Oy Alkoholiliike Ab, яка ще минулого року замовила дві вантажівки S-322D, а також дистриб’ютор дров у Гельсінкі, який став власником S-321E.
SAT замовила запчастини Volvo у кількості десяти комплектів. Кожна виробнича партія була пронумерована відповідно до партії замовлення.
Друга виробнича серія включала два комбіновані автобуси; одна готова вантажівка була переобладнана в комбінований автобус за запитом замовника Imatran Voima Oy. Решта другої серії були виключно вантажівками. Замовниками третьої серії були Фінська прикордонна служба, Sandvikens Skeppsdocka och Mekaniska Verkstad, Valtion Rautatiet, Oy Alkoholiliike Ab, Orimattilan Tehdas і Karhula Oy; Державні залізниці купили три вантажівки і Karhula два.

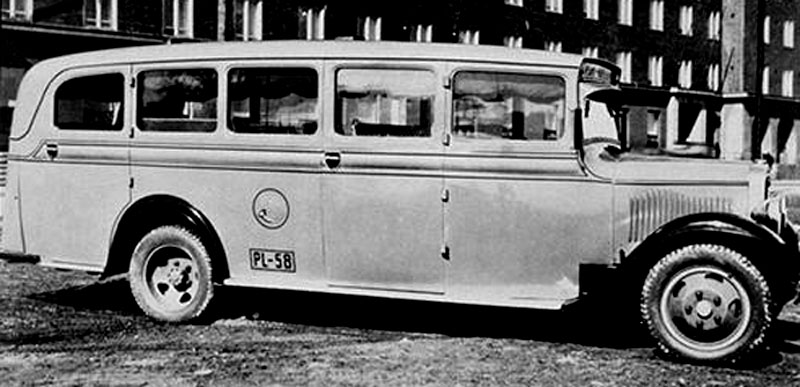
Автобус Sisu S-322 1934 року. На цьому етапі вже був високий рівень використання компонентів місцевого виробництва.

На цьому етапі SAT вже отримав стільки замовлень, що клієнтам довелося чекати на свої автомобілі.
І високі дорожні збори, і транспортні витрати підштовхнули SAT до початку закупівлі всередині країни. До третьої виробничої партії увійшли деталі фінських компаній Keskusvalimo, Suomen Gummitehdas, Pietarsaaren Konepaja і Kone ja Silta. П'ять машин четвертої серійної партії були оснащені рамами виробництва Crichton-Vulcan. Шоста серія отримала радіатори фінського виробництва Oksanen & Kumpp., ковпаки маточини Lohmann, кронштейни фар Teräskalustaja, корпус задньої осі Karhulan Tehtaat, кришки радіатора Metalli-Niklaus і електричні кабелі Suomen Kaapelitehdas. У деяких випадках SAT доводилося повертатися до запчастин Volvo; наприклад, гусениці вітчизняного виробництва виявилися занадто слабкими. Крім того, перші вироблені в Karhula корпуси осей не відповідали вимогам, але проблеми були вирішені пізніше. Частину імпортних деталей було замінено на власне виробництво; наприклад, паливні баки.
Послаблення фінської марки щодо шведської крони зробило імпорт дедалі несприятливішим, що змусило SAT більше зосередитися на місцевих закупівлях. Проектування модернізованих моделей S-341 і S-342 було розпочато ще в 1933 році, але вони були представлені в 1934 році. Було збільшено вміст вітчизняних деталей, але вони все ще оснащувалися двигунами Volvo Penta EB. Обидві моделі були доступні з одинарними або подвійними задніми колесами. Цікавим новим варіантом став KV, що означає kevyt versio, «полегшена версія». Він був доставлений без капота та крил для клієнтів, які займаються своїми руками.
Volvo постачала SAT до осені 1935 року; останніми поставленими компонентами були осі Timken і рульові коробки Ross. Останні моделі S-341 і S-342 оснащувалися двигунами вітчизняного виробництва Olympia, які пізніше були використані в наступній серії Sisu SO.
Загальна кількість Sisus із запчастинами Volvo досягла майже 200 автомобілів, з яких 70 перших одиниць були практично побудовані на шасі Volvo, а додаткові 12 одиниць були в основному засновані на компонентах Volvo.

### Показники виробництва передсерійних і перших серійних одиниць
| Виробнича партія | Шасі Volvo б/в | Шасі Volvo б/в | Шасі Volvo б/в | Випускав моделі Sisu | Випускав моделі Sisu                                               | Випускав моделі Sisu | Примітки |
| ---------------- | -------------- | -------------- | -------------- | -------------------- | ------------------------------------------------------------------ | -------------------- | --- |
| Виробнича партія | LV-66          | LV-71          | LV-72          | S-321                | S-322                                                              | S-323                | Примітки |
| Попередньо       | 7              | 1×E            | 1×D            | 1×E вантажівка       | 1×D автобус                                                        | 7 вантажівок         | Виробництво розпочато в 1931 році, закінчено в 1932 році.                                                                                         |
| I                |                | 3×E; 3×D       | 2×E; 2×D       | 5 вантажівок         | 2 вантажівки, 2 автобуси                                           |                      | 1 шасі використано на запчастини. Виробництво розпочато 22 лютого 1933 року, завершено у 1933 році.                                               |
| II               |                | 3×E; 3×D       | 1×E; 3×D       | 4×E; 1×D             | 5×D; 1 вантажний автомобіль, 2 автобуси та 2 комбінованих автобуси |                      | Один S-322D згодом був переобладнаний S-321E та оснащений туристичним автобусом. Виробництво розпочато 5 квітня 1933 року, закінчено у 1933 році. |
| III              |                | 5×E; 1×D       | 4×D            | 5×E                  | 5×D                                                                |                      | Виробництво почалося і закінчилося в 1933 році.                                                                                                   |
| IV               |                | 2×E; 4×D       | 4×D            | 6                    | 4                                                                  |                      | П'ять S-321 побудовані на рамі Crichton-Vulcan. Виробництво розпочато 20 червня 1933 року, завершено у 1933 році.                                 |
| V                |                | 3×E; 3×D       | 4×D            | 3                    | 7                                                                  |                      | Три кадри від Crichton-Vulcan. Виробництво розпочато 4 серпня 1933 року, закінчено у 1933 році.                                                   |
| VI               |                | 5×E            | 5×D            | 5×E                  | 1×E; 4×D                                                           |                      | Усі рами від Crichton-Vulcan. Виробництво почалося і закінчилося в 1933 році.                                                                     |
| VII              |                | 5×E            | 5×D            | 5×E                  | 5×D                                                                |                      | Усі рами від Crichton-Vulcan. Виробництво розпочато 2 березня 1934 року, закінчено у 1934 році.                                                   |

## Технічні дані

### Двигун
Ті передсерійні агрегати, які базувалися на Volvo LV-66, оснащувалися шестирядними двигунами Penta DC типу OHV. Згідно з даними Volvo, робочий об’єм становить 4097 см³ і потужність 75 кінських сил; SAT перебільшила ці цифри до 4100 см³ і 84 кінських сил у своїх брошурах. Агрегати серійного виробництва на базі LV-71 і LV-72 мали шестициліндровий бічний клапан Penta EB об'ємом 3266 см³, який виробляв 65 кінських сил при 3000 об/хв. Penta коштували дорого, але мали хорошу репутацію.
У 1934 році SAT почала використовувати вітчизняні двигуни Olympia виробництва Suomen Moottoritehdas у Ваасі. Робочий об’єм шестициліндрового рядного двигуна OHV становив 3660 см³, і цей тип був розроблений на основі морського двигуна. Незважаючи на те, що на папері двигуни сучасні, пізніше вони спричинили кілька технічних проблем.

### Кабіна
Дизайн перших семи кабін, які використовувалися на передсерійних моделях вантажівок, походить від попередньої компанії Autokoritehdas. Вони були в американському стилі з вертикальним лобовим склом і козирком і також встановлювалися на шасі, відмінному від шасі Sisu. Перший серійний Sisu отримав радіатор вітчизняного виробництва, який був трохи вищим за той, що поставлявся Volvo. Таким чином, передня частина капота серійного виробництва трохи вища, ніж у попередньої серії. Також у серійному виробництві фари, які постачає Volvo, були замінені на продукцію Bosch. С-323D, які вироблялися для батальйону матеріально-технічного забезпечення, були оснащені надвеликими фарами. На армійських машинах також був кронштейн для запасного колеса між кабіною і платформою.
Пізніше для серійних моделей була розроблена власна кабіна, і ці також були продані фінському представництву Volvo. З самого початку всі панелі кузова вироблялися компанією SAT, хоча капот і передні крила, очевидно, були сильно натхненні Volvo.

### Шасі
Спочатку раму виробляла Volvo, але пізніше її поставила Crichton-Vulcan. Колісна база S-321 становить 3400 мм, S-322 - 4100 мм, а S-323 - 3800 мм. Також S-324 з колісною базою 4600 мм з'являється в деяких ранніх брошурах, але немає жодних доказів того, що один агрегат коли-небудь був виготовлений. Автомобілі попередньої серії мали більший ковпачок переднього колісного підшипника, ніж автомобілі серійного виробництва. Шини були виготовлені компанією Englebert.
Гальмівна система була сучасною з самого початку: Sisu були оснащені всіма колесами гідравлічними гальмами Lockheed.

### Характеристики
Вантажівки С-321 і С-322 отримали позначення вантажопідйомністю 2500 кг і повною масою 4800 кг. Коротший S-321 має платформу довжиною 2800 мм, а S-322 має довжину платформи 3500 мм.
Sisu були побудовані більш надійними, ніж конкуренти з такою ж потужністю; оскільки Sisu не міг конкурувати з ціною, SAT використовував довговічність як аргумент продажу. Ця стратегія виявилася успішною, оскільки фінські дороги, здебільшого досить суворі тоді, поставили транспортні засоби на випробування.

## Виживші екземпляри

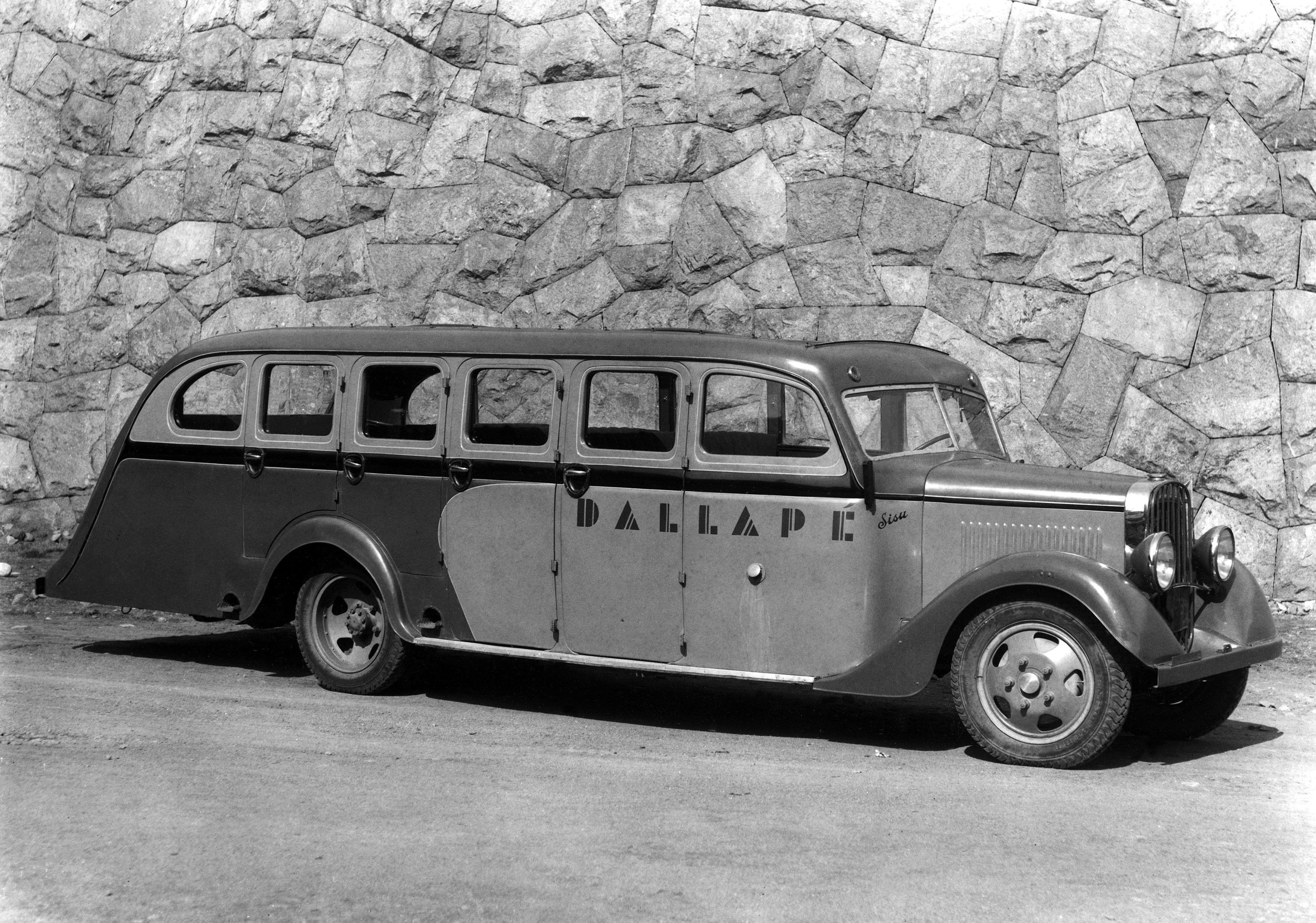
Sisu S-322D, який використовував танцювальний оркестр Dallapé, сфотографований у 1934 році.

Найвідомішим збереженим Sisu першого покоління є S-322D 1933 року випуску з туристичним автобусом. SAT не отримав платіж до того, як оператор збанкрутував, поки автобус був у Варшаві. SAT мав організувати пошук. Продати автобус виявилося непросто, так як автобус був досить незвичайного типу, без проходу і оснащений бічними дверима в стилі салону. Оркестр під назвою Dallapé купив автобус у 1934 році та прославив його, гастролюючи з ним по Фінляндії. Автобус був проданий наприкінці 1939 року та переобладнаний у пожежну машину наступного року. Фінська асоціація старовинних автомобілів SA-HK врятувала його від утилізації в 1970 році. Оскільки оригінальний туристичний автобус майже зник, роботи з реконструкції були відкладені через брак коштів, доки це не було завершено в 1982–1985 роках. Після цього автобус виставлявся в багатьох музеях і на кількох виставках старовинних автомобілів. У 1990-х роках з боків було намальовано текст Даллапе.
У Технічному музеї Тампере зберігається вантажівка S-322D 1934 року випуску, яка належить до останньої серії виробництва Volvo. Першим власником була паперова фабрика Yhtyneet Paperitehtaat Simpele, яка продала його в 1939 році компанії K. Widing Engine Repairs Shop із Війпурі, яка евакуювала автомобіль до Хямеенлінни під час війни. Через пошкодження, які вантажівка зазнала під час війни, її кабіну пізніше було модифіковано, і тепер вона має розділене лобове скло та вищий дах. Вантажівка зіграв побічну роль у фільмі режисера Едвіна Лейна «Акселі та Еліна», знятому влітку 1970 року.
Влітку 2001 року проіржавілий С-342Д 1934 року було збережено для реставрації. Спочатку він використовувався для транспортування вугілля і служив евакуатором у депо автобусного оператора з 1947 року до 1950-х років.